# سینما فلسطین (اصفهان)
سینما فلسطین یک سینما در شهر اصفهان، ایران است.
این سینما که قبل از انقلاب ۱۳۵۷ ساخته شده پس از مصادره توسط بنیاد شهید در سال ۱۳۹۴ به حوزه هنری واگذار و سپس مورد بازسازی قرار گرفت و در تاریخ ۲۵ فروردین ۱۳۹۵ بازگشایی شد، سینما فلسطین دارای ۵۰۶ نفر ظرفیت می‌باشد.